# 1984 في البرتغال
فيما يلي قوائم الأحداث التي وقعت خلال عام 1984 في البرتغال.

## رياضة
- 21 أكتوبر – جائزة البرتغال الكبرى 1984 الفائز ألن بروست.

## مواليد

### يناير
- 6 يناير – أنسيلمو كاردوسو لاعب كرة قدم برتغالي.

### فبراير
- 20 فبراير – ليوناردو تافاريس لاعب كرة مضرب برتغالي.
- 25 فبراير – جواو بيريرا لاعب كرة قدم برتغالي.[1]

### أبريل
- 10 أبريل – روي ماتشادو لاعب كرة مضرب برتغالي.

### مايو
- 23 مايو – هوغو ألميدا لاعب كرة قدم برتغالي.[2]

### يونيو
- 16 يونيو – ماركو سواريس لاعب كرة قدم برتغالي.[3]

### سبتمبر
- 3 سبتمبر – اندريه كاردوسو درّاج طريق برتغالي.

### نوفمبر
- 19 نوفمبر – بيدرو روسيانو لاعب كرة قدم برتغالي.[4]

## وفيات

### مايو
- 10 مايو – جواكيم أغوستينو (مواليد 1942) درّاج طريق برتغالي.